# Mednarodni dan bele palice
Mednarodni dan bele palice je 15. oktober. Leta 1970 ga je razglasila Mednarodna zveza slepih. 
Bela palica je pripomoček, ki simbolizira osebno neodvisnost slepe ali slabovidne osebe in je hkrati opozorilo drugim, da njen uporabnik ne vidi in ima zato posebne potrebe in pravice.